# Ariel Zilber
Ariel Zilber (hebreiska: אריאל זילבר), född 23 september 1943 i Tel Aviv, är en israelisk sångare och låtskrivare.

## Biografi

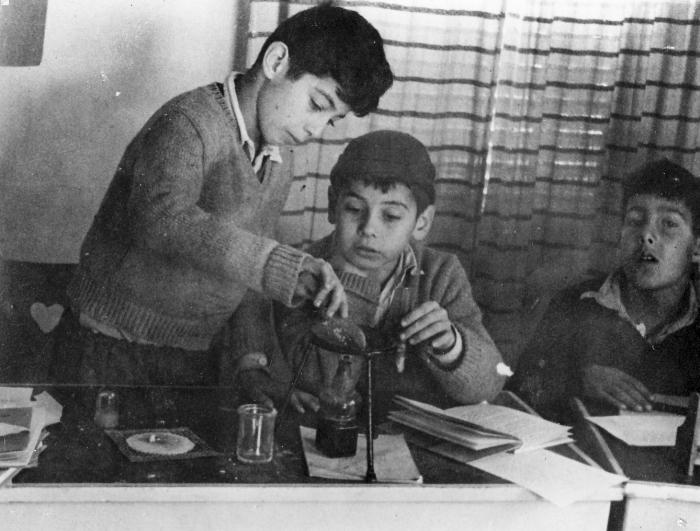
Ariel Zilber (till vänster) vid kibbutzen Gan Shmuel, 1953

Ariel Zilber föddes i Tel Aviv. Hans mor, Bracha Zefira, var en populär sångerska med jemenitiskt-judiskt ursprung, och hans far, Ben Ami Zilber, var violinist i Israels filharmoniska orkester. Eftersom båda var upptagna med sina internationella karriärer, placerades deras son i internatskola på kibbutzen Gan Shmuel, där han bodde från fyra till femton års ålder.  Efter att ha förlorat en del av en fot när han lekte med sprängmedel på sitt rum, blev han relegerad från skolan och återvände till sina föräldrar i Tel Aviv, där han började studera trumpet. Han tillbringade flera år i England och Frankrike för att bygga upp en karriär, men återvände så småningom till Tel Aviv. 

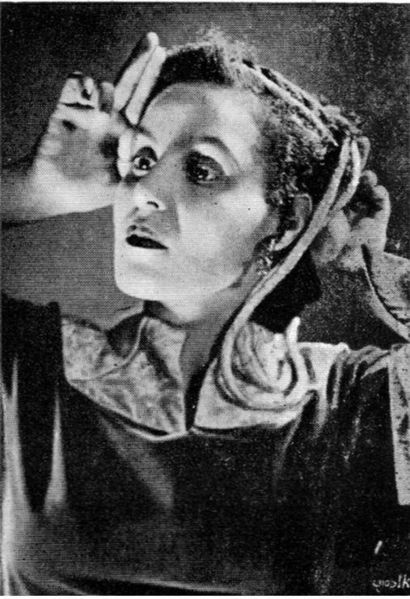
Bracha Zefira, mor till Ariel Zilber

Senare i livet blev Zilber religiös och anhängare av Chabad. Han bodde tidigare i Alei Sinai, men bor numera med sin fru på moshaven Gitit.Efter denna omvändelse blev han känd för sina extremistiska åsikter. Exempelvis deltog han 2007 i en kampanj för att frige Yigal Amir, som mördade Israels premiärminister Yitzhak Rabin.

## Musikkarriär
På 1970-talet grundade han det nyskapande rockbandet Tamuz tillsammans med Shalom Hanoch, och ledde senare gruppen Brosh. Hans låtar “Rutzi, Shmulik Koreh Lach” (“Spring, Shmulik ropar på dig”), “Ani Shochev Li Al Hagav” (“Jag ligger på rygg”), “Ten Li Koach” (“Ge mig styrka”), “Milliard Sinim” (“En miljard kineser”) och andra blev kända för sina humoristiska, något bisarra texter.
På 1980-talet inledde han en solokarriär. Hans musik spänner över flera genrer, från rock, pop, hiphop och arabisk musik till etiopiskinspirerad musik. Hans album “Ha’atalef Vehatarnigol” (“Fladdermusen och tuppen”) innehöll fyra chassidiska melodier komponerade av rabbinen Yitzhak Ginsburgh. Enligt Zilber är titelspåret hämtat från en talmudisk liknelse där en tupp gal glatt när en ny dag gryr, medan fladdermusen lever i mörker.

## Priser och utmärkelser
År 2014 tilldelades Zilber ett ACUM-pris för sitt bidrag till musiken. Inledningsvis skulle han få ett hederspris för livsgärning, men på grund av sina politiska åsikter nedgraderades priset till en utmärkelse för sina musikaliska prestationer. År 2016 tilldelades han Israeli Artists' Associations hederspris för sitt livsverk.

## Diskografi

### Album
- 1976 – Rutzi Shmulik
- 1978 – Ariel Zilber and the Brosh Band
- 1982 – Ariel Zilber
- 1983 – Ariel Zilber, CD
- 1983 – Ariel Zilber, CD
- 1983 – Ariel Zilber, CD
- 1983 – Ariel Zilber, CD
- 1999 – Smoke Screen
- 2005 – Anabel
- 2008 – Politically Correct
- 2013 – The Bat and the Rooster (Ha'atalef Vehatarnigol)
- 2016 – Someone (Mishehu)